# Christendemocraten (Finland)

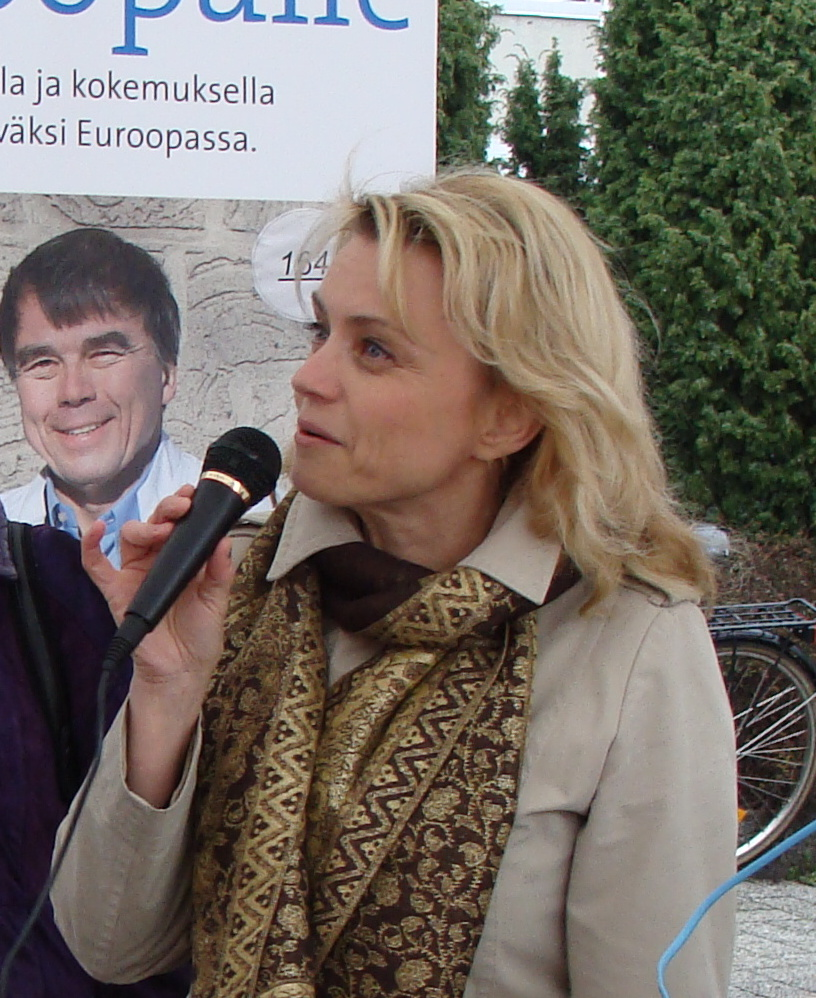
Partijleider en huidig Fins Binnenlandminister
Päivi Räsänen.

De Kristillisdemokraatit (KD) (Zweeds: Kristdemokraterna; Nederlands: Christendemocraten) is een Finse christendemocratische partij. In Europees verband is de partij verbonden aan de Europese Volkspartij (EVP).
Als christendemocratische partij hecht de KD groot belang aan de menselijke waardigheid, familierelaties en hechte gemeenschappen. Ook het milieu ligt de partij na aan het hart.

## Geschiedenis
De partij is opgericht in 1958 als een christelijke afscheuring van de Kansallinen Kokoomus (Kok.). Tot 2001 stond de partij bekend als de Suomen Kristillinen Liitto (SKL) (Zweeds: Finlands Kristliga Förbund; Nederlands: Finse Christelijke Liga). De christendemocraten zijn al verschillende malen een verkiezingsalliantie aangegaan met andere partijen. Hun eigen electoraal potentieel schommelt rond de 5%. De christendemocraten zien ook veel leden vertrekken naar grotere partijen als de Kokoomus en het Suomen Keskusta. Na de verkiezingen van 2011 – waarbij de partij 4% en 6 zetels behaalde – gingen de christendemocraten deelnemen aan de regering van Jyrki Katainen (Kok.). Partijleider Päivi Räsänen is in die regering minister van Binnenlandse Zaken.

## Partijleiders
- Olavi Päivänsalo (1958-1964)
- Ahti Tele (1964-1967)
- Eino Sares (1967-1970)
- Olavi Majlander (1970-1973)
- Raino Westerholm (1973-1982)
- Esko Almgren (1982-1989)
- Toimi Kankaanniemi (1989-1995)
- Bjarne Kallis (1995-2004)
- Päivi Räsänen (2004-2015)
- Sari Essayah (2015-)